# Maashorst
Maashorst è un comune olandese situato nella provincia del Brabante Settentrionale.
È stato istituito il 1° gennaio 2022 a seguito della fusione delle municipalità di Landerd e di Uden.